# Shameless
Shameless er en amerikansk comedy-drama-tv-serie, der produceres af Showtime. Den er baseret på den prisvindende britiske serie af samme navn sendt af Channel 4. Serien finder sted i Chicagos South Side Back of the Yards-kvarter. Serien havde premiere den 9. januar 2011.

## Overblik
Serien følger en dysfunktionel familie bestående af faren Frank Gallagher og hans seks børn. Mens Frank tilbringer sin dag fuld, lærer hans børn at tage sig af hinanden.
Seriens producenter ønskede at adskille den fra tidligere amerikanske arbejderklasseserier ved at fremhæve, hvilke effekter Franks alkoholisme har på familien. Paul Abbot, skaberen af den originale serie, sagde, "Det er ikke My Name Is Earl eller Roseanne. Den skildrer en meget alvorligere grad af fattighed. Det er ikke engang en arbejdsmand."

## Sæsoner
| Sæsoner | Sæsoner       | Afsnit | Originalt vist    | Originalt vist    |
| Sæsoner | Sæsoner       | Afsnit | Første gang vist  | Sidste gang vist  |
| ------- | ------------- | ------ | ----------------- | ----------------- |
|         | 1             | 12     | 9. januar 2011    | 27. marts 2011    |
|         | 2             | 12     | 8. januar 2012    | 1. april 2012     |
|         | 3             | 12     | 13. januar 2013   | 7. april 2013     |
|         | 4             | 12     | 12. januar 2014   | 6. april 2014     |
|         | 5             | 12     | 11. januar 2015   | 5. april 2015     |
|         | 6             | 12     | 10. januar 2016   | 3. april 2016     |
|         | 7             | 12     | 2. oktober 2016   | 18. december 2016 |
|         | 8             | 12     | 5. november 2017  | 28. januar 2018   |
|         | 9             | 14     | 9. september 2018 | 10. marts 2019    |
|         | 10            | 12     | 10. november 2019 | 26. januar 2020   |
|         | 11            | 12     | 6. december 2020  | 11. april 2021    |
|         | Hall of Shame | 6      | 27. december 2020 | 28. februar 2021  |

## Medvirkende
- William H. Macy som Frank Gallagher
- Emmy Rossum som Fiona Gallagher
- Jeremy Allen White som Philip "Lip" Gallagher
- Cameron Monaghan som Ian Gallagher
- Emma Kenney som Debbie Gallagher
- Ethan Cutkosky som Carl Gallagher
- Brennan Kane og Blake Alexander Johnson, senere Brenden og Brandon Sims, som Liam Gallagher
- Shanola Hampton som Veronica Fisher
- Steve Howey som Kevin Ball
- Isidora Goreshter som Svetlana Fisher
- Justin Chatwin som Jimmy Lishman alias Steve Wilton og Jack
- Noel Fisher som Mickey Milkovich
- Jane Levy, efter første sæson Emma Greenwell, som Mandy Milkovich
- Emily Bergl som Samantha "Sammi" Slott
- Chloe Webb som Monica Gallagher
- Pej Vahdat som Kash
- Joan Cusack som Sheila Jackson
- Laura Slade Wiggins som Karen Jackson
- Joel Murray som Eddie Jackson